# Euhesma halictina
Euhesma halictina är en biart som först beskrevs av Cockerell 1920.  Euhesma halictina ingår i släktet Euhesma och familjen korttungebin. Inga underarter finns listade i Catalogue of Life.

## Bildgalleri

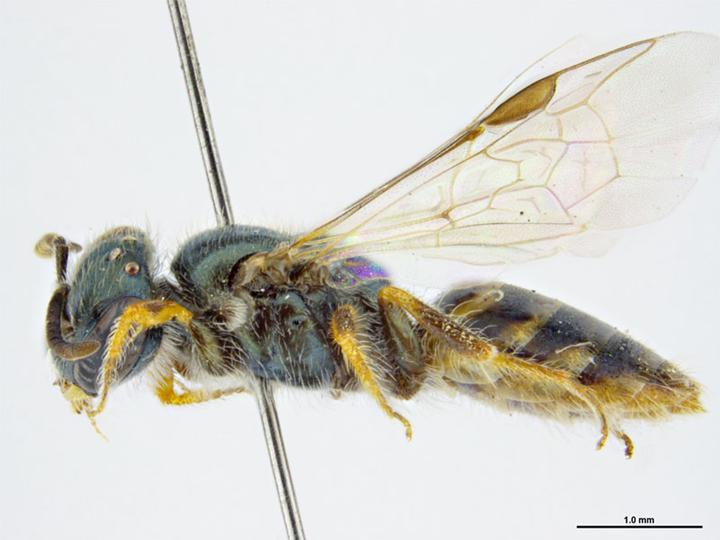
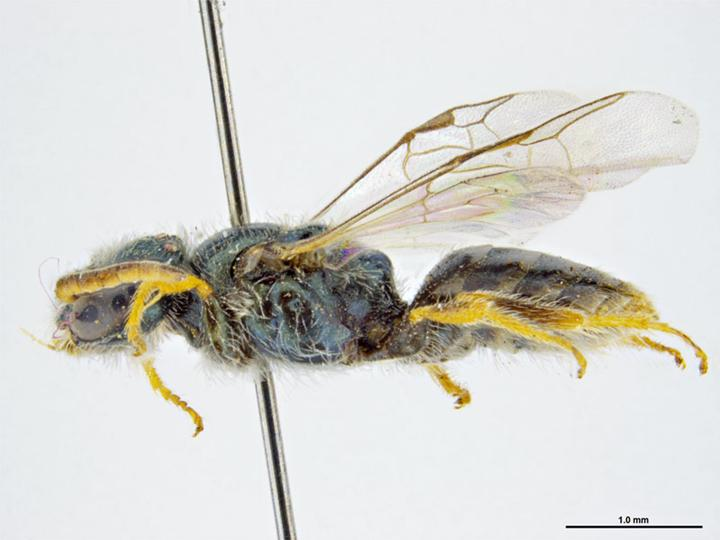